# Real Club Marítimo de Marbella
El Real Club Marítimo de Marbella es un club náutico español situado en Marbella, en la Costa del Sol, provincia de Málaga (España).

## Historia
Fue fundado en 1956 junto a la playa de La Fontanilla, para lo cual se prolongó un muelle de piedra para formar una zona de agua abrigada destinada al fondeo de las embarcaciones. Paulatinamente se fueron completando las instalaciones hasta que en 1976 se presentó el proyecto del arquitecto Alberto Díaz Fraga y se construyeron los pantalanes y los locales comerciales en 1980.
Durante su existencia, el Real Club Marítimo de Marbella ha organizado numerosos trofeos y regatas, entre los que se cuentan los Juegos Náuticos, competiciones  de natación, regatas Optimist, regatas de cruceros, regatas de piragüismo y otros eventos.